# Дом здравља „Др Милутин Ивковић” Палилула
Дом здравља „Др Милутин Ивковић” је здравствени центар у Београду, који се налази на територији градске општине Палилула.

## Опште информације
Стациониран је у општини Палилула у Улици Кнеза Данила 16. Дом здравља „Др Милутин Ивковић” основан је 24. априла 1953. године како би обезбедио квалитетну примарну здравствену заштиту за становнике општине Палилула која се простире на 447 км2.
Према подацима из 2021. године овај здравствени центар има 25 здравствених станица и амбуланти са око 800 запослених. Дом здравља „Др Милутин Ивковић” је наставна база за студенте и специјализанте Медицинског, Стоматолошког факултета у Београду, као и Високе спортске и здравствене школе.
Дом здравља носи име по Милутину Ивковићу (Београд, 3. март 1906 — Јајинци, 25. мај 1943)  југословенском фудбалеру, лекару и резервном санитетском поручнику Југословенске војске.
У периоду од новембра 2013. до новембра 2020. године, овај здравствени центар имао је Акредитацију највишег степена квалитета коју је уручила тадашња Министарка здравља Славица Ђукић Дејановић.